# Edward Burne-Jones
Sir Edward Coley Burne-Jones, 1. baronet ARA (Royal Academy of Arts) (28. avgust 1833 - 17. junij 1898) je bil britanski umetnik in oblikovalec, tesno povezan s poznejšo fazo prerafaelitov, ki je tesno sodeloval s Williamom Morrisom pri številnih dekorativnih projektih kot ustanovni partner pri Morris, Marshall, Faulkner & Co. Burne-Jones je bil tesno vključen v pomladitev tradicije umetno obarvanega stekla v Veliki Britaniji. Njegova vitražna okna so stolnici sv. Filipa, Birmingham, sv. Martina v Bull Ring, Birmingham, cerkvi Svete Trojice, Sloane Square, Chelsea, sv. Petru in župnijski cerkvi sv. Pavla v Cromerju, cerkvi sv. Martina v Bramptonu, Cumbria (cerkev, ki jo je oblikoval Philip Webb), cerkvi sv. Mihaela, Brighton, cerkvi Vseh svetih, Cambridge, dvorana St. Edmund in Kristusova cerkev, dva kolidža Univerze v Oxfordu. Njegova obarvana stekla so tudi v cerkvi sv. Anne, Brown Edge, Staffordshire Moorlands in sv. Edvarda spovednika cerkvi v Cheddleton Staffordshire. Zgodnje slike Burne-Jonesa kažejo močan navdih Danteja Gabriela Rossettija, a do leta 1860 je odkril svoj umetniški slog. Leta 1877 je bil prepričan, da bo v galeriji Grosvenor (nova tekmica Kraljevi akademiji) pokazal osem oljnih slik, tudi Zapeljevanje Merlina. Čas je bil pravi in ga je prevzel kot glasnik in zvezda novega estetskega gibanja.
Burne-Jones je poleg slikarstva in obarvanega stekla delal v različnih obrtnih delih, vključno z oblikovanjem keramičnih ploščic, nakita, tapiserij in mozaikov.

## Zgodnje življenje
Edward Coley Burne Jones (vezaj je nastal pozneje) se je rodil v Birminghamu, sinu Valižana Edwarda Richarda Jonesa, izdelovalca oken na Bennetts Hillu, kjer modra plošča spominja na slikarjevo otroštvo. Njegova mati Elizabeth Coley Jones je umrla šest dni po rojstvu, vzgojil pa ga je žalosten oče in gospodinja Ann Sampson, obsedeno vdana, a brez humorja in neinteligentna lokalna deklica. Obiskoval je gimnazijo King Edward VI v Birminghamu leta 1844 in Birmingham School of Art od 1848 do 1852, pred študijem teologije na Exeter College v Oxfordu. V Oxfordu je postal prijatelj Williama Morrisa kot posledica vzajemnega zanimanja za poezijo. Oba študenta, skupaj z majhno skupino prijateljev, so bili znani kot Birmingham Set,  hitro ustanovljeni v zelo tesno in intimno družbo, ki so jo imenovali »bratovščina«. Člani bratovščine so brali  Johna Ruskina in Tennysona, obiskovali cerkve in občudovali srednji vek. V tem času je Burne-Jones odkril Thomasa Maloryja Le Morte d'Arthur, ki je bil v njegovem življenju zelo vpliven. Takrat Burne-Jones in Morris nista osebno poznala  Rossettija, vendar sta bila oba pod vplivom njegovih del in ga srečala, tako da so ga zaposlili kot prispevek k reviji Oxford in Cambridge Magazine, ki jo je ustanovil Morris leta 1856, da bi promoviral svoje ideje.
Burne-Jones naj bi postal duhovnik, vendar se je pod vplivom Rossettija odločil, da postane umetnik, zapustil je fakulteto preden je diplomiral in začel poklicno pot v umetnosti. Februarja 1857 je Rossetti pisal Williamu Bellu Scottu:
Dva mlada moža, vodji revije Oxford in Cambridge Magazine, sta nedavno prišla v mesto iz Oxforda in sta zdaj zelo intimna moja prijatelja. Njuni imeni sta Morris in Jones. Spreobrnila sta se v umetnika namesto da bi začela kakšno drugo kariero in oba sta moška sta  resnična genija. Jonesova oblikovanja so čudež konca in domiselni detajli, ki jih ni mogoče primerjati, razen morda z najboljšimi deli  Albrechta Dürerja.

## Poroka in družina
Leta 1856 je Burne-Jonesa angažirala Georgiana "Georgie" MacDonald (1840-1920), ena od sester MacDonald. Učila se je slikarstva in je bila sestra Burne-Jonesovega starega šolskega prijatelja. Par se je poročil leta 1860, po tem ko je opravila z lesorezom in postala tesna prijateljica George Eliot. (Druga sestra MacDonald se je poročila z umetnikom sirom Edwardom Poynterjem, še ena sestra se je poročila s kovinarjem Alfredom Baldwinom in je bila mati predsednika vlade Stanleyja Baldwina, še ena sestra pa je bila mati Rudyarda Kiplinga. Kipling in Baldwin sta bila tako nečaka Burne-Jonesa).
Georgiana je rodila sina Filipa leta 1861. Drugi sin, rojen pozimi 1864, medtem ko je bila Georgiana težko bolana s škrlatinko, je umrl kmalu po rojstvu. Družina se je kmalu preselila na Kensington Square 41 in tam je bila leta 1866 rojena hči Margareta. Leta 1867 so se Burne-Jones in njegova družina naselili v Grange, hiši iz 18. stoletja, ki je bila postavljena na velikem vrtu v North Endu v Fulhamu v Londonu. V večini 1870-ih Burne-Jones ni razstavljal zaradi sovražnih napadov v tisku in strastne afere (opisano kot »čustveni vrhunec njegovega življenja« z grškim modelom Mario Zambaco, ki je se je končala s tem, da je poskušala narediti samomor, ko se je vrgla v Regentov kanal. V teh težkih letih je Georgiana razvila tesno prijateljstvo z Morrisom, čigar žena Jane se je zaljubila v Rossettija. Morris in Georgie sta se lahko ljubila, če pa je prosil, naj zapusti moža, ga je zavrnila. Na koncu sta z Burne-Jonesom ostala skupaj, prav tako Morrisa, a sta si bila Morris in Georgiana do konca svojega življenja blizu.
Leta 1880 so Burne-Joneses kupili Prospect House v Rottingdeanu, v bližini Brightona v Sussexu, in sicer kot svojo počitniško hišo in kmalu še v Aubrey Cottage ustvarili North End House, ki odraža dejstvo, da je njihov Fulhamov dom na North End Roadu. (Leta kasneje, leta 1923 sta sir Roderick Jones, vodja podjetja Reuters in njegova žena, dramatik in romanopisec Enid Bagnold, dodala sosednjo gotsko hišo, ki je postala navdih in postavitev za njeno igro The Chalk Garden).
Njegova sin Filip, ki je postala uspešen portretni slikar, je umrl leta 1926. Njegova oboževana hčerka Margaret (umrla leta 1953) se je poročila z Johnom Williamom Mackailom (1850-1945), prijateljem in Morrisovim biografom ter profesorjem poezije v Oxfordu od leta 1911, 1916. Njuni otroci so bili romanopisci Angela Thirkell in Denis Mackail.

## Umetniška kariera

### Zgodnja leta: Rossetti in Morris
Burne-Jones je nekoč priznal, da je po odhodu iz Oxforda »našel sebe pri petindvajsetih, kar bi moral biti pri petnajstih«. Kot tehnični risar ni imel rednega usposabljanja in ni imel zaupanja v znanost. Toda njegova izredna sposobnost za izumljanje kot oblikovalca je bila že dozorela; njegov um je bil bogat s poznavanjem klasičnih zgodb in srednjeveških romanc, ki so jih bile polne  slikarske teme in si je prizadeval, da bi svoje sposobnosti izoblikoval z odločnim delom, priča z neštetimi risbami. Dela tega prvega obdobja vse bolj ali manj kažejo Rossettijev vpliv; vendar se že od starejšega mojstrovega sloga razlikujejo po bolj preprostem, vendar manj intenzivnem izdelovanju domiselnih podrobnosti. Mnoge risbe so s peresom in črnilom na velumu (vrsti pergamenta), odlično končane, od katerih je Waxen Image (1856) ena prvih in najboljših primerov. Čeprav predmet, medij in način izhajajo iz Rossetijevega navdiha, ni bil zgolj učenec, ampak potencialni mojster. To je priznal tudi sam Rossetti, ki je že davno izjavil, da ga nima več kaj naučiti. 
Prva oljna risba Burne-Jonesa je iz istega leta 1856. Leta 1857 je za Bradfield College naredil prvo od ogromno serij risb za vitraje. Leta 1858 je okrasil kabinet s Prioress's Tale iz Canterburyjskih povesti Geoffreya Chaucerja, svojo prvo neposredno ilustracijo dela pesnika, ki ga je posebej ljubil in ki ga je navdihoval z neskončnimi temami. Tako zgodaj zato vidimo, da je umetnik zaseden na vseh področjih, na katerih je delal.
Jeseni leta 1857 se je Burne-Jones pridružil Morrisu, Valentinu Prinsepu, J. R. Spencerju Stanhopeju in drugim v Rossettijevim nesrečnem načrtu za okraševanje sten v Oxford Union. Noben izmed slikarjev ni obvladal tehnike freske, njihove slike pa so se začele luščiti iz zidov, preden so bile končane. Leta 1859 je Burne-Jones opravil prvo potovanje v Italijo. Videl je Firence, Piso, Sieno, Benetke in druge kraje in zdi se, da so nežnejši in romantični Sienčani zdeli privlačnejši od katere koli druge šole. Rossetijev vpliv še vedno vztraja in je viden, morda bolj kot kdaj koli prej, v dveh akvarelih leta 1860, Klara in Sidonia von Bork.  Obe sliki ponazarjata gotski roman Sidonia the Sorceress, ki ga je leta 1849 izdala lady Wilde, prevod Sidonia von Bork: Die Klosterhexe (1847) Johanna Wilhelma Meinholda. 

### Dekorativna umetnost: Morris & Co.
Leta 1861 je William Morris s partnerji Rossetti, Burne-Jones, Ford Madox Brown in Philip Webb ustanovil dekorativno umetniško družbo Morris, Marshall, Faulkner & Co., skupaj s Charlesom Faulknerom in Petrom Paulom Marshallom, od katerih je bil prvi član Oxfordske bratovščine in slednji prijatelj Browna in Rossettija. V prospektu je bilo navedeno, da bi podjetje izdelovalo rezbarjenje, vitraje, kovinske izdelke, papirnate obloge, činc (tiskane tkanine) in preproge. Okrasitev cerkva je bilo od prvo pomembno dela podjetja. Delo, ki ga je podjetje pokazalo na mednarodni razstavi leta 1862, je privabilo veliko pozornosti in v nekaj letih je postalo cvetoče. Dve pomembni posvetni naročili sta pomagali k ugledu podjetja v poznih 1860-ih: kraljevi projekt v palači sv. Jakoba in »zelena jedilnica« v Muzeju South Kensington (zdaj Victoria in Albert), kjer so iz leta 1867 vitraji in figure Burne-Jonesa. 
Leta 1871 je bila Morris & Co. odgovorna za okna na cerkvi Vseh svetih, ki jih je Burne-Jones izdelal za Alfreda Baldwina, svojega svaka. Podjetje je bilo leta 1875 reorganizirano kot Morris & Co., Burne-Jones pa je še naprej, do konca svoje kariere, oblikoval vitraje in kasneje tapiserije. Vitraji v Kristusovi cerkvi in druge stavbe v Oxfordu so od podjetja Morris & Co. Po  modelih Burne-Jonesa.  Stanmore Hall je bilo zadnje večje dekorativno naročilo, ki ga je Morris & Co. izdelal pred Morisovo smrtjo leta 1896. To je bilo tudi najobsežnejše naročilo, ki ga je podjetje opravilo, z vrsto tapiserij, ki so temeljile na zgodbi o svetem gralu za jedilnico, s figurami Burne-Jonesa. 
Leta 1891 je bil Jones izvoljen za člana združenja Art Worksers Guild.

### Ilustracije
Burne-Jones je bil tudi ilustrator, čeprav je bil znan predvsem kot slikar, ki je pripomogel k esteticizmu prerafaelitov. Poleg tega je med 1892 in 1898 oblikoval knjige za Kelmscott Press. Njegove ilustracije so se pojavile med drugim v naslednjih knjigah :
- The Fairy Family, Archibald Maclaren (1857)
- Rubaiati Omarja Hajama, William Morris (1872)
- Zemeljski raj, William Morris (ni končan)
- Dela Geoffreya Chaucerja, Geoffrey Chaucer (1896)
- Biblijska galerija, Dalziel (1881

### Slikarstvo
Leta 1864 je bil Burne-Jones izvoljen za družabnika Društva slikarjev v akvarelu (znan tudi kot Old Water-Color Society), in razstavljal med drugimi deli Usmiljenega viteza, prvo sliko, ki je v celoti razkrila njegovo zrelo osebnost kot umetnika. Naslednjih šest let je v isti galeriji razstavil serijo finih akvarelov. Leta 1866 je gospa Cassavetti naročila Burne-Jonesu, naj naslika njeno hčerko Mario Zambaco v Kupid najde Psiho, uvod, ki je pripeljal do njune tragične afere. Leta 1870 je Burne-Jones odstopil iz članstva po sporih o njegovi sliki Fillis in Demofoen. Značilnosti Marije Zambaco so bile jasno prepoznavne v komaj oblečeni Fillis (kot so v večini najboljših del Burne-Jonesa), nepokrita golota Demofoena skupaj s predlogom ženske spolne odločnosti pa je bila nadlegovanje viktorijanske senzibilnosti. Burne-Jones je bil naprošen, da naredi rahlo spremembo, vendar je namesto tega »umaknil ne samo sliko iz stene, temveč sebe samega« .
V naslednjih sedmih letih, od 1870 do 1877, sta bili razstavljeni le dve njegovi deli. To sta bila dva akvarela, prikazana v Galeriji Dudley leta 1873, ena izmed njih lepa Ljubezen med ruševinami, ki so jo dvajset let kasneje uničili s čiščenjem. To tiho obdobje pa je bilo ena sama proizvodnja. Do sedaj Burne-Jones je delal skoraj v celoti akvarele. Zdaj je začel s številnimi velikimi slikami v olju, delal na njih in imel vedno nekaj v roki. Prva Briar Rose serija, Laus Veneris, Zlate stopnice, serija Pygmalion in Venerino ogledalo so med načrtovanimi in zaključenimi deli ali so v teh letih izvajala. Ta leta so tudi začetek partnerstva Burne-Jonesa z likovnim fotografom Frederikom Hollyerjem, katerega reprodukcije slik in zlasti risbe so v naslednjih desetletjih razkrivale širšemu občinstvu Burne-Jonesova dela. 
Nazadnje, maja 1877, je prišel dan priznanja z odprtjem prve razstave galerije Grosvenor, ko so bili prikazani Dnevi ustvarjanja, Zapeljevanje Merlina in Venerino ogledalo. Burne-Jones je sledil signalu uspeha teh slik z Laus Venus, Chant d'Amour, Pan in Psihe ter drugimi deli, ki so bila razstavljena leta 1878. Večina teh slik je naslikana v briljantnih barvah. Sprememba je opazna naslednje leto, 1879, v Oznanjenju in v štirih slikah, ki sestavljajo drugo serijo Pygmalion in Slika; prve od teh, ene najpreprostejših in najbolj popolnih umetnikovih del, so podrejene in trezne; v poznejših je bil poskušan sistem mehkih in nežnih barv, a ne s popolnim uspehom. Podobna temperamentnost barv označuje Zlate stopnice, sliko ki je bila prvič razstavljena leta 1880. Skoraj mračno Kolo sreče je bilo prikazano leta 1883, leta 1884 pa Kralj Cophetua in beračica, v kateri si je Burne-Jones še enkrat privoščil svojo ljubezen do čudovitih barv, izpopolnjenih v času samonadzora. Nato se je obrnil na dva pomembna nabora slik, Šipek in Perzejeva zgodba, čeprav jih ni končal kar nekaj let. 
Burne-Jones je bil izvoljen za sodelavca Kraljeve akademije leta 1885, naslednje leto pa je na akademiji razstavljal Globine morja, sliko mlade morske deklice, ki se je nezavedno utopila v nenavadnosti svoje ljubezni. Ta slika prinaša navaden čudaški šarm tragične ironije spočetja in usodo usmrtitve, ki najde mesto med deli Burne-Jonesa. Leta 1893 je formalno odstopil iz zveze. Ena od serij Perseus je bila razstavljena leta 1887, še dve leta 1888, Medeninast stolp, navdihnjen z isto legendo. Leta 1890 je bila druga serija The Legend of Briar Rose razstavljena sama in osvojila najširše občudovanje. Ogromen akvarel, Zvezda Betlehema, naslikana za korporacijo v Birminghamu, je bila razstavljena leta 1891. Dolga bolezen je nekaj časa onemogočala dejavnost slikarja, ki je bil ob ponovnem zagonu zelo zaposlen z dekorativnimi shemami. Razstava njegovega dela je bila v novi galeriji pozimi 1892-1893. V to obdobje sodi več njegovih sorazmerno majhnih portretov. Leta 1894 je Burne-Jones postal baronet. Slabo zdravje je spet prekinilo napredovanje njegovih del, med njimi tudi velikanskega Arthur v Avalonu. V zimskem času po njegovi smrti je bila v Novi galeriji druga razstava njegovih del in razstava njegovih risb (vključno z nekaterimi očarljivo duhovitimi risbami za otroke) v Klubu likovnih umetnosti Burlington. 

### Oblikovanje za gledališče
Leta 1894 je gledališki vodja in igralec Henry Irving naročil Burne-Jonesu, da oblikuje komplete in kostume gledališča Lyceum za produkcijo Kralja Arthurja J. Comynsa Carra, ki je bil pokrovitelj Burne-Jonesa in direktor nove galerije ter dramatik. Irving je igral kralja Arthurja in Ellena Terry kot Guinevera in obiskala Ameriko po Londonu . Burne-Jones je sprejel naročilo z nekaj navdušenja, vendar je bila razočaran s končnim rezultatom. Svoji prijateljici Helen Mary Gaskell (znano tudi kot May) je napisal »Oklep je dober - z njimi se je boleče ... Sovražim oder, ne povej - ampak ja«. 

### Estetika
Slike Burne-Jonesa so bile ena vrsta razvijajoče se tapiserije esteticizma od 1860-ih do 1880-ih, ki je upoštevala, da je treba umetnost vrednotiti kot predmet lepote, ki ustvarja senzualni odziv, in ne za zgodbo ali moralno implicitno vsebino. V mnogih pogledih je bilo to nasprotje idealom Ruskina in zgodnjih prerafaelitov. [27] Cilj Burne-Jonesa v umetnosti je najbolje podan v nekaj njegovih besedah, napisanih prijatelju:
Mislim na sliko kot lepe, romantične sanje o nečem, kar nikoli ni bilo in nikoli ne bo - v luči boljše od katere koli svetlobe, ki je kdaj sijala - v deželi nihče ne more definirati ali zapomniti, samo želja - in oblike, ki so božansko lepe - in potem se prebudim z zbujanjem Brynhilde.
Noben umetnik ni bil bolj blizu resnično svojemu cilju. Ideali, ki so jih odločno zasledovali, so sposobni povzročiti zamere sveta, Burne-Jones pa se je srečal, pretrpel in osvojil izredno veliko jeznih kritik. Kolikor je bilo to usmerjeno proti pomanjkanju realizma v njegovih slikah, je bilo nebistveno. Zemlja, nebo, skale, drevesa, moški in ženske Burne-Jonesa niso iz tega sveta; vendar so sami svet, ki je skladen s samim seboj in ima torej lastno resničnost. Polnjen z lepoto in s čudaškostjo sanj, nima nič sanjske neskladnosti. Vendar je vedno sanjač, čigar narava prodira v ta dela, naravo iz sočutja z bojem in napornim delovanjem. Moški in ženske Burne-Jonesa so tudi sanjači. To je bilo to, kar ga je bolj kot karkoli drugega oddaljilo od dobe, v katero se je rodil. Ampak on je imel v sebi »upor iz dejstva«, ki bi ga oddaljil od aktualnosti katerega koli obdobja. Zdi se, da je ta kritika bolj utemeljena, ker je v njem odkrila pomanjkanje  zmagovalne energije in mojstrstva nad materiali, saj bi mu omogočila, da bi svoje koncepte izvedel v svoji prvotni intenzivnosti. Toda Burne-Jones je bil edinstveno zahteven v produkciji. Njegova industrija je bila neizčrpna in bi morala biti, če bi morala slediti nenehnemu pritisku njegovih idej. Katere koli napake, ki jih morda imajo njegove slike, imajo vedno temeljno vrsto zasnove; vedno so slike. Njegovo oblikovanje so bilo z umom romantičnega temperamenta, primernega za odkritje čudovitih predmetov in navdušeno z veseljem v čisti in pestri barvi.

## Časti
Leta 1881 je Burne-Jones prejel častno diplomo iz Oxforda in leta 1882 postal častni sodelavec. Leta 1885 je postal predsednik Društva umetnikov Birmingham. Približno takrat je začel pisati svoje ime s pomišljajem, samo - kot je zapisal kasneje - da bi se izognil »uničenju« v masi Jonesov. [28] Novembra 1893 se je spraševal ali bo sprejel naziv baronet na priporočilo odhajajočega premierja Williama Ewarta Gladstona, naslednjega februarja pa je zakonsko spremenil svoje ime v Burne-Jones. Formalno je bil oblikovan z baronet Rottingdean, v okrožju Sussex in Grange v župniji Fulham, v okrožju Londona v baronet Združenega kraljestva 3. maja 1894 , toda ostal nesrečen glede sprejemanja časti, ki se je gnusil njegovemu socialističnemu prijatelju Morrisu in ga je zanikala njegova enako socialistična žena Georgiana. Samo njegov sin Filip, ki se je pomešal z družbo valižanskega princa in bi naslov podedoval, ga je resnično želel.
Morris je umrl leta 1898. Utrpel je napad gripe, si nekoliko opomogel, ko se je stanje nenadoma poslabšalo in je umrl 17. junija 1898 . Šest dni kasneje je ob intervenciji valižanskega princa v Westminster Abbey potekala spominska svečanost. To je bilo prvič, da je bil umetnik tako počaščen. Burne-Jones je bil pokopan v cerkvi sv. Margaretove v Rottingdeanu , mestu, ki ga je spoznal na poletnih družinskih počitnicah.
Izvoljen član Kraljevske akademije znanosti, pisem in likovnih umetnosti Belgije leta 1897 .

## Vpliv
Burne-Jones je močno vplival na francosko slikarstvo. Od leta 1889 je bil tudi zelo vpliven med francoskimi slikarji simbolisti. [34] Njegovo delo je navdihnila poezija Swinburna, Poems & Ballads (1866) so bile posvečene Burne-Jonesu.
Trije Burne-Jonesovi uspešni pomočniki, John Melhuish Strudwick, T. M. Rooke in Charles Fairfax Murray, so imeli uspešne slikarske kariere. Kasneje je Murray postal pomemben zbiratelj in spoštovan prodajalec umetnin. Med letoma 1903 in 1907 je prodal veliko del Burne-Jonesa in prerafaelitov v muzej in umetniško galerijo v Birminghamu, in to pod tržnimi vrednostmi. Birminghamski muzej in umetniška galerija ima zdaj največjo zbirko del Burne-Jones na svetu, vključno z velikim akvarelom Zvezda Betlehema, naročena za Galerijo leta 1897. Nekatere slike verjamejo, da so vplivale na mladega Tolkiena, po tem ko je  odraščal v Birminghamu. 
Burne-Jones je prav tako močno vplival na umetniško skupino Birmingham, od 1890-ih naprej.

## Zanemarjanje in ponovno odkritje
16. junija 1933 je premier Stanley Baldwin, Burne-Jonesov nečak, uradno odprl stoletno razstavo z risbami in slikami Burne-Jonesa v Galeriji Tate v Londonu. V svojem uvodnem govoru na razstavi je Baldwin izrazil, za kaj se je zavzel za umetnost Burne-Jonesa:
Po mojem mnenju, je kar je storil za nas navadne ljudi, to, da je odprl, kar še nikoli ni bilo odprto, čarobna prizorišča dežele, v kateri je živel v svojem življenju ... V tem notranjem svetu lahko mirno cenimo lepoto, ki jo je zapustil in v kateri je našel mir vsaj zase. Nekaj od nas, ki ga poznamo in ga imamo radi, vedno ostaja v naših srcih, a njegovo delo bo trajalo še naprej, ko bomo mi umrli. On lahko da sporočilo eni generaciji ali drugi še več, vendar bo za vedno v prihodnje za tiste, ki iščejo v svoji generaciji, za lepoto in za tiste, ki lahko prepoznajo in spoštujejo velikega človeka in velikega umetnika. }}
Dejansko je bil Burne-Jones že pred letom 1933 v umetniškem svetu brezupno nemoderen. Razstava ob 100. obletnici rojstva je bila žalostna, s slabo udeležbo. Šele sredi 1970-ih so njegovo delo začeli ponovno presojati in znova priznati. Penelope Fitzgerald je leta 1975 objavila njegovo biografijo . Velika razstava leta 1989 v Umetniški galeriji Barbican v Londonu (v knjižni obliki: John Christian, Zadnji romantiki, 1989) je izsledila Burne-Jonesov vpliv na naslednjo generacijo umetnikov in druga v Tate Britain leta 1997, ki je raziskala povezave med britanskim esteticizmom in simbolizmom. 
Druga razkošna stoletnica - ob 100-letnici smrti - je potekala v Metropolitanskem muzeju umetnosti v New Yorku leta 1998, preden je potovala v muzej in umetniško galerijo v Birminghamu in Musée d'Orsay v Parizu. 
Fiona MacCarthy je v pregledu Burne-Jonesove zapuščine opozorila, da je »slikar, ki nas je sprva viktorijansko vodil k psihološki in spolni introspekciji zgodnjega dvajsetega stoletja«. 